# Henrietta Ware
Henrietta Ware, coneguda habitualment com a Harriet Ware o Harriet Ware Krumbhaar pel seu cognom de casada (26 d'agost de 1877, Waupun, Wisconsin - 9 de febrer de 1962 a Nova York) fou una pianista i compositora estatunidenca.
Feu els estudis al Pillsbury Conservatory de Owatonna, en el que aconseguí el títol de professora el 1896, ampliant després els seus coneixements a París i Berlín.
A part de cert nombre de melodies vocals, se li deuen:
- Sir Oluf, cantata,
- Song of the Sea, per a piano,
- Wind and Syre,
- Undine, òpera en un acte, (1915),
- In an Old Garden, cicle de lieder (1921),
- Trees, cor per a veus de dona (1924),
- The White Moth, ballet (1925).